# Armorial des corporations du Nivernais
- il reste des blasons à dessiner dans cet armorial.

Cette page référence les armoiries (figures et blasonnements) des corporations du Nivernais.

## Corporations deLa Charité
| Figure | Corporation et blasonnement |
| ------ | --- |
|        | Corporations des notaires et procureurs de l'élection de La Charité De sable, à trois mains dextres de carnation, écrivant avec des plumes d'argent.                                                         |
|        | Corporation des maîtres chirurgiens et apothicaires de la ville de La Charité D'azur, à saint Côme d'or, tenant de sa main dextre une spatule d'argent.                                                      |
|        | Corporation des orfèvres, horlogeurs, émailleurs et vitriers de la ville de La Charité De vair à la fasce de sinople, chargée de rinceaux d'or.                                                              |
|        | Corporation des cabaretiers de la ville de La Charité D'argent à trois barils de gueules, cerclés d'or. |
|        | Corporation des bouchers et charcutiers de la ville de La Charité De gueules au fusil de boucher d'argent, posé en pal.                                                                                      |
|        | Corporation des boulangers de la ville de La Charité D'argent, à la pelle de boulanger de sable, posée en pal, chargée de trois pains d'or.                                                                  |
|        | Corporations des charpentiers, menuisiers, maçons, couvreurs et charrons de la ville de La Charité D'azur à saint Joseph d'or.                                                                               |
|        | Corporation des maréchaux, couteliers, chaudronniers, armuriers, taillandiers et serruriers de la ville de La Charité D'azur à saint Éloi d'or, tenant de sa main dextre un marteau de même.                 |
|        | Corporation des selliers, bourreliers, chapeliers et cordiers de la ville de La Charité D'argent au chapeau de sable, surmonté à dextre d'un marteau de gueules et à sénestre d'un paquet de cordes de même. |

## Corporations deClamecy
Remarques. La plupart des blasons représentés ci-dessous sont typiques de l'attribution "en série" et de force par les sbires de D'Hozier et ne présentent donc aucun intérêt en ce qui concerne lesdites corporations, qui d'ailleurs selon toute vraisemblance ne les ont jamais utilisés.
| Figure | Corporation et blasonnement |
| ------ | --- |
|        | Corporations des procureurs et notaires de la ville de Clamecy D'azur à un juge d'or, tenant de sa main dextre une fleur de lys de même.        |
|        | Corporation des médecins, apothicaires et chirurgiens de la ville de Clamecy D'argent à trois chevrons de sinople.                              |
|        | Corporation des marchands de bois de la ville de Clamecy De sinople à quatre chevrons d'or.                                                     |
|        | Corporation des bouchers de la ville de Clamecy D'or à cinq fasces d'azur.                                                                      |
|        | Corporation des boulangers et pâtissiers de la ville de Clamecy D'azur à quatre chevrons d'argent.                                              |
|        | Corporation des marchands drapiers de la ville de Clamecy D'argent à trois chevrons de gueules.                                                 |
|        | Corporation des gantiers, pelletiers et mégissiers de la ville de Clamecy D'or à quatre chevrons de sable.                                      |
|        | Corporation des maréchaux, taillandiers, armuriers, serruriers, couteliers et selliers de la ville de Clamecy D'argent à trois chevrons d'azur. |
|        | Corporation des tanneurs, corroyeurs et cordonniers de la ville de Clamecy De sable à quatre chevrons d'argent.                                 |
|        | Corporation des tailleurs et chapeliers de la ville de Clamecy D'azur à quatre chevrons d'or.                                                   |

### Source
George de Soultrait, « Armorial de l'ancien duché de Nivernais, suivi de la liste de l'assemblée de l'ordre de la noblesse du bailliage de Nivernais aux états généraux de 1789 », sur archive.org, Victor Didron, Paris, 1847 (consulté le 8 novembre 2009)